# Nemegt
Kotlina Nemegt je geografsko območje v severozahodni puščavi Gobi v provinci Ömnögovi v južni Mongoliji. Lokalno je znana kot Dolina zmajev, saj je vir številnih fosilnih najdb, vključno z dinozavri, dinozavrovimi jajci in drugimi sledovi fosilov.

## Geografija
Sama kotlina pogosto ni označena na topografskih zemljevidih, vendar je med paleontologi znana pod tem imenom. Na severu kotlino obdajajo gore z vrhovi Nemegt-Uul (2769 m nadmorske višine) in Altan-Uul (2273 m); na jugu se dviga vrh Tost-Uul (2517 m).
Geološko gledano je kotlina Nemegt dno starodavnega vodnega bazena, ki je obstajal pred 65–70 milijoni let. Na zahodu in vzhodu je kotlina odprta za zračne vetrove. Vsako leto se ogromne mase peska, ki so nastale v zahodnem delu kotline med uničenjem gora, selijo proti vzhodu, saj jih poganjajo močne spomladanske nevihte. Moč lokalnih vetrov doseže 9 točk med marcem in majem. Kotlina je dolga 200 km in široka približno 50 km. V celoti jo prekrivajo peščene sipine, porasle z grmičevjem Haloxylon. V sami kotlini skoraj ni vode, le nekaj izvirov je v vznožju. V bližini gora, kjer so vodnjaki, so tabori gerov polnomadskih Mongolov. Najbližje stalno naselje je središče Noen somona, ki je 120 km od roba kotline. V središču same kotline je s prostim očesom precej težko navigirati, saj zaradi njene precej velike velikosti gorske verige, ki jo obdajajo, niso vidne. Razdalja do Ulan Batorja je približno 900 km.

## Geologija
Glavne geološke formacije na tem območju so formacija Nemegt, formacija Barun Gojot in Djadokhta formacija, razvrščene po starosti, od najmlajše (najbolj površinske) do najstarejše (najgloblje).
|             | Geološke formacije      | plast                                     | Datacija v Ma |
| ----------- | ----------------------- | ----------------------------------------- | ------------- |
| Pozna kreda | Formacija Nemegt        | Spodnji Maastricht                        | 69 do 71 Ma   |
| Pozna kreda | Formacija Barun Gojot]] | Maastrichtski bazalt                      | 71 do 72 Ma   |
| Pozna kreda | Djadokhta formacija     | ? Terminal Santonian do zgornji Campanian | ? 72 do 84 Ma |

## Paleontološki pomen
Ta kotlina je skupaj s Patagonijo, afriškim Tendagurujem in Novo Mehiko postala svetovno znana po treh velikih lokacijah fosilnih kosti dinozavrov. Zaradi večstoletne vodne in vetrne erozije so fosilno favno regije našli skoraj na njeni površini.
Leta 1925 je ameriška odprava v rdečih peščenjakih Bayanzaga našla številna okostja dinozavrov in njihova fosilizirana jajca na površini približno 20 km2.
Leta 1946 je paleontološka odprava pod vodstvom profesorja I. O. Efremova v kotlini odkrila še dve lokaciji velikanskih dinozavrov. Med živalmi, najdenimi v kotlini, so kosti tarbozavrov, terizinozavrov, saurolofov in velociraptorjev.